# Дорога до королівства дзвонів
Дорога до королівства дзвонів (швед. Vägen till Klockrike) — роман шведського письменника Гаррі Мартінсона, опублікований 1948 року в Стокгольмі.

## Сюжет
В романі Гаррі Мартінсон замльовує життя колишнього ремісника Болле на рубежі XIX і XX століть. Болле займався виготовленням сигар вручну і втратив роботу внаслідок механізації. Після втрати роботи і житла він стає волоцюгою. Роман описує мандри Болле Швецією, конфліктні ситуації з місцевим населенням через поширені забобони про волоцюг, тож Болле часто стикається з недовірою та ворожим ставленням до себе. Водночас у романі багато місця присвячено надзвичайно соковитим описам природи. Роман витриманий в реалістичній манері, лише останні сцени набувають дещо сюрреалістичного характеру.
Українською мовою роман ще не перекладався.